# Vincenzo Maria Morelli
Vincenzo Maria Morelli CRth (* 25. April 1741 in Lecce, Italien; † 22. August 1812 in Sternatia) war ein italienischer Ordensgeistlicher und römisch-katholischer Erzbischof von Otranto.

## Leben
Vincenzo Maria Morelli trat der Ordensgemeinschaft der Theatiner bei und empfing am 16. Juni 1764 das Sakrament der Priesterweihe.
Am 16. Dezember 1791 wurde er zum Erzbischof von Otranto ernannt. Papst Pius VI. bestätigte die Ernennung am 7. Februar des folgenden Jahres. Die Bischofsweihe spendete ihm Kurienkardinal Luigi Valenti Gonzaga am 4. März 1792. Mitkonsekratoren waren der Apostolische Nuntius im Großherzogtum Toskana, Erzbischof Carlo Crivelli, und Kurienerzbischof Ottavio Boni. Die Amtseinführung im Erzbistum Otranto fand am 24. Mai 1792 statt.
Im für ihn eingeleiteten Seligsprechungsverfahren erkannte ihm Papst Franziskus am 11. Dezember 2019 den heroischen Tugendgrad zu.